# Casa al carrer de Sant Ramon, 6 (Begur)
La Casa al carrer de Sant Ramon, 6 és una obra amb elements gòtics i renaixentistes de Begur (Baix Empordà) inclosa a l'Inventari del Patrimoni Arquitectònic de Catalunya.

## Descripció
Merlets d'un pany de muralla que resta molt a prop de la torre de defensa del carrer de St. Ramon. És a dins d'un pati d'una casa (molt embardissat). Les merlets són de la mateixa forma que totes les de les torres de defensa de la vila : esglaonades (3 esglaons a cada costat). Una de les parts sobresurt més i forma una mena de torre rectangular i que resta adossada a la casa, partint un merlet per aital és de pedruscall.

## Història
Sembla un pany originari que pertany a la torre de defensa. Però resta en un interrogant.